# Ibiza
Ibiza (katalánul: Eivissa [əj'vi.sə], spanyolul: Ibiza [iˈβ̞i.θa]) a Spanyolországhoz tartozó Baleár-szigetek egyik szigete a Földközi-tengerben. Területe Budapestéhez hasonló (annál kicsit nagyobb), népessége kb. 160 ezer fő (2024).

## Fekvése
A sziklasziget a Földközi-tenger nyugati medencéjében fekszik, a Baleárok (Comunidad Autónoma de las Islas Baleares), és azon belül a Pityúzok (Pitiusas) részeként. 75 km-re keletre helyezkedik el az Ibériai-félszigettől, szemben a Costa Blancán található Déniával, 140 km-re délnyugatra  Mallorca szigetétől és 3 km-re északra Formenterától. 
Legmagasabb pontja a Sa Talaiassa (másként Sa Talaia vagy Sa Talaia de Sant Josep) (475 m).
Egyetlen folyója, a Santa Eulària, évek óta száraz.

## Éghajlat
| Hónap                                   | Jan. | Feb. | Már. | Ápr. | Máj. | Jún. | Júl. | Aug. | Szep. | Okt. | Nov. | Dec. | Év   |
| --------------------------------------- | ---- | ---- | ---- | ---- | ---- | ---- | ---- | ---- | ----- | ---- | ---- | ---- | ---- |
| Rekord max. hőmérséklet (°C)            | 23,8 | 23,5 | 26,5 | 27,8 | 31,0 | 36,5 | 36,6 | 36,6 | 38,4  | 32,0 | 28,4 | 23,8 | 38,4 |
| Átlagos max. hőmérséklet (°C)           | 15,7 | 15,9 | 17,7 | 19,7 | 22,7 | 26,8 | 29,7 | 30,3 | 27,7  | 24,0 | 19,6 | 16,7 | 22,2 |
| Átlagos min. hőmérséklet (°C)           | 8,1  | 8,3  | 9,6  | 11,4 | 14,6 | 18,4 | 21,4 | 22,2 | 19,9  | 16,5 | 12,3 | 9,5  | 14,4 |
| Rekord min. hőmérséklet (°C)            | −1,2 | 0,2  | 1,0  | 3,4  | 7,6  | 10,0 | 15,9 | 16,5 | 12,1  | 8,5  | 2,4  | 1,1  | −1,2 |
| Átl. csapadékmennyiség (mm)             | 37   | 36   | 27   | 31   | 27   | 11   | 5    | 18   | 57    | 58   | 53   | 52   | 412  |
| Havi napsütéses órák száma              | 162  | 166  | 211  | 246  | 272  | 299  | 334  | 305  | 236   | 205  | 157  | 151  | 2744 |
| Forrás: Agencia Estatal de Meteorología |      |      |      |      |      |      |      |      |       |      |      |      |      |

| Ibiza                         | Ibiza       | Ibiza       | Ibiza       | Ibiza       | Ibiza       | Ibiza       | Ibiza       | Ibiza       | Ibiza       | Ibiza       | Ibiza       | Ibiza       | Ibiza       |
| Hónap                         | Jan         | Feb         | Mar         | Apr         | Maj         | Jun         | Jul         | Aug         | Sep         | Okt         | Nov         | Dec         | Év          |
| ----------------------------- | ----------- | ----------- | ----------- | ----------- | ----------- | ----------- | ----------- | ----------- | ----------- | ----------- | ----------- | ----------- | ----------- |
| Átl. tengervíz hőm. °C (°F)   | 14.7 (58.5) | 14.3 (57.7) | 14.5 (58.0) | 16.3 (61.4) | 19.1 (66.3) | 22.5 (72.6) | 25.1 (77.1) | 26.2 (79.1) | 25.2 (77.4) | 22.7 (72.9) | 19.6 (67.3) | 16.6 (61.8) | 19.7 (67.5) |
| Átl. UV index                 | 2           | 3           | 5           | 6           | 8           | 9           | 9           | 8           | 6           | 4           | 3           | 2           | 5.4         |
| forrás #1: seatemperature.org |             |             |             |             |             |             |             |             |             |             |             |             |             |
| forrás #2: Weather Atlas      |             |             |             |             |             |             |             |             |             |             |             |             |             |

## Közigazgatás
Ibizát összesen öt kisebb közigazgatási egységre osztják fel, ezek a községek a következők:

Ibiza községei (municipios)

## Demográfia
| Lakosok száma | 147 914 | 154 210 | 160 644 |
|               | 2019    | 2022    | 2024    |

### Települések
Fővárosa Eivissa (spanyolul Ibiza). Két jelentősebb város még a szigeten Sant Antoni de Portmany és Santa Eulària des Riu.
|   | Község / Municipium                           | Lakosság   | Terület    | Népsűrűség      |
| - | --------------------------------------------- | ---------- | ---------- | --------------- |
| 1 | Eivissa/Ibiza                                 | 42.797 fő  | 11,14 km²  | 3.841,74 fő/km² |
| 2 | Santa Eulària des Riu/Santa Eulalia del Río   | 26.724 fő  | 153,58 km² | 174,01 fő/km²   |
| 3 | Sant Antoni de Portmany/San Antonio Abad      | 18.366 fő  | 126,80 km² | 144,84 fő/km²   |
| 4 | Sant Josep de sa Talaia/San Jose de sa Talaia | 18.382 fő  | 159,38 km² | 115,33 fő/km²   |
| 5 | Sant Joan de Labritja/San Juan de Labritja    | 4.838 fő   | 121,66 km² | 39,77 fő/km²    |
|   | Összesen                                      | 111.107 fő | 571,04 km² | 193,22 fő/km²   |

## Turizmus
Népszerű nyaralóhely, a szezon júniustól szeptember végéig tart. A hippikorszak óta sok külföldi keresi fel, de igazán népszerűvé az 1990-es évek óta vált. Buli-sziget. Szórakozóhelyei világhírűek, de az utóbbi időben egyre nagyobb figyelmet kap változatos tengerpartja. 
Óvárosa 1999 óta az UNESCO világörökségének része.
A legnagyobb éjszakai szórakozóhelyek:
- Privilege, Sant Rafel. Befogadóképessége 14 000 fő. A legnagyobb szórakozóhely a szigeten és egyben a világ egyik legnagyobbika.
- Amnesia, Sant Rafel
- Es Paradis, Sant Antoni de Portmany
- Gatecrasher, Sant Antoni de Portmany
- Space, Sant Jordi de ses Salines
- Pacha, Ibiza-város

## Galéria

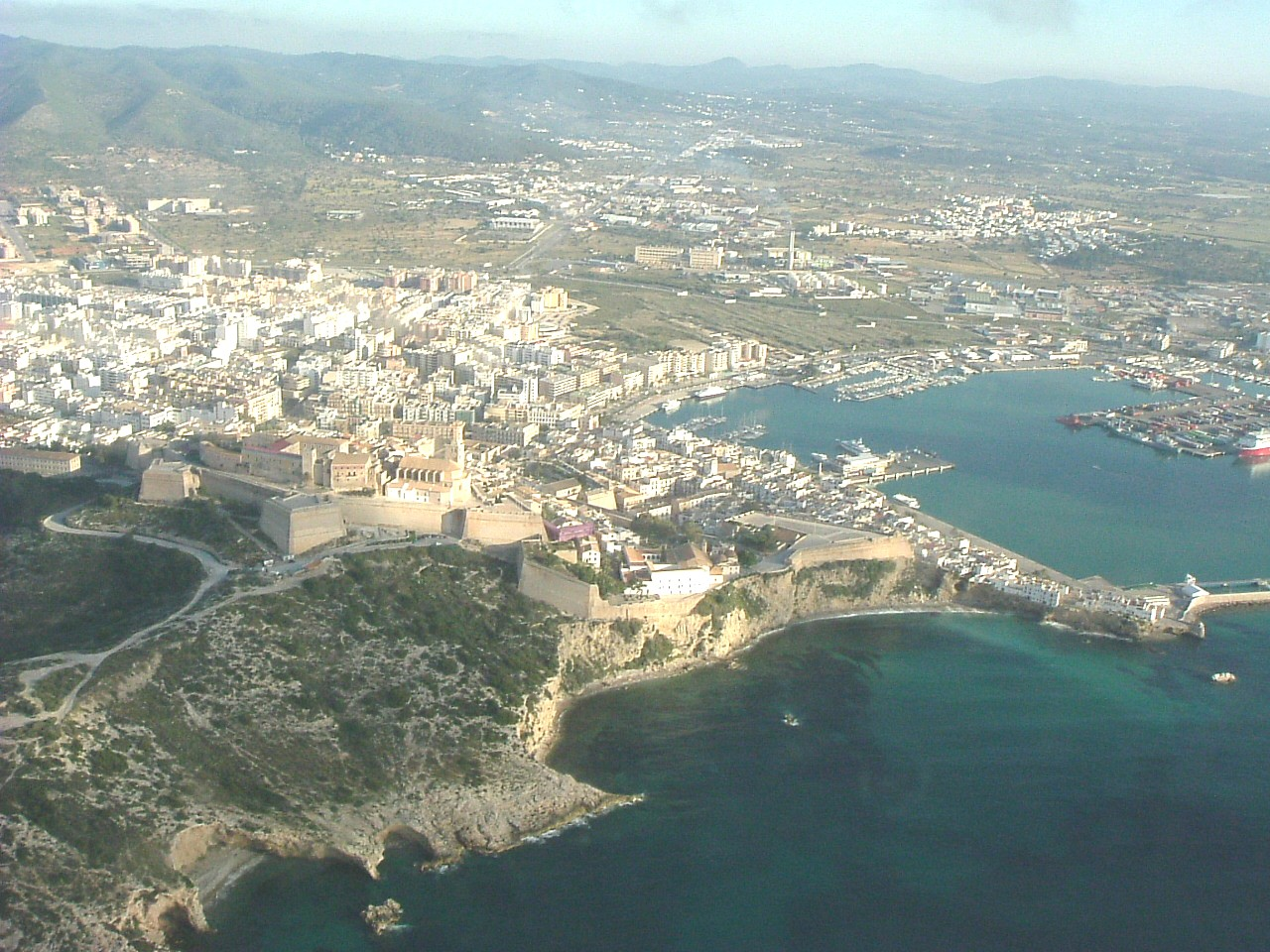
Légifelvétel Ibizáról
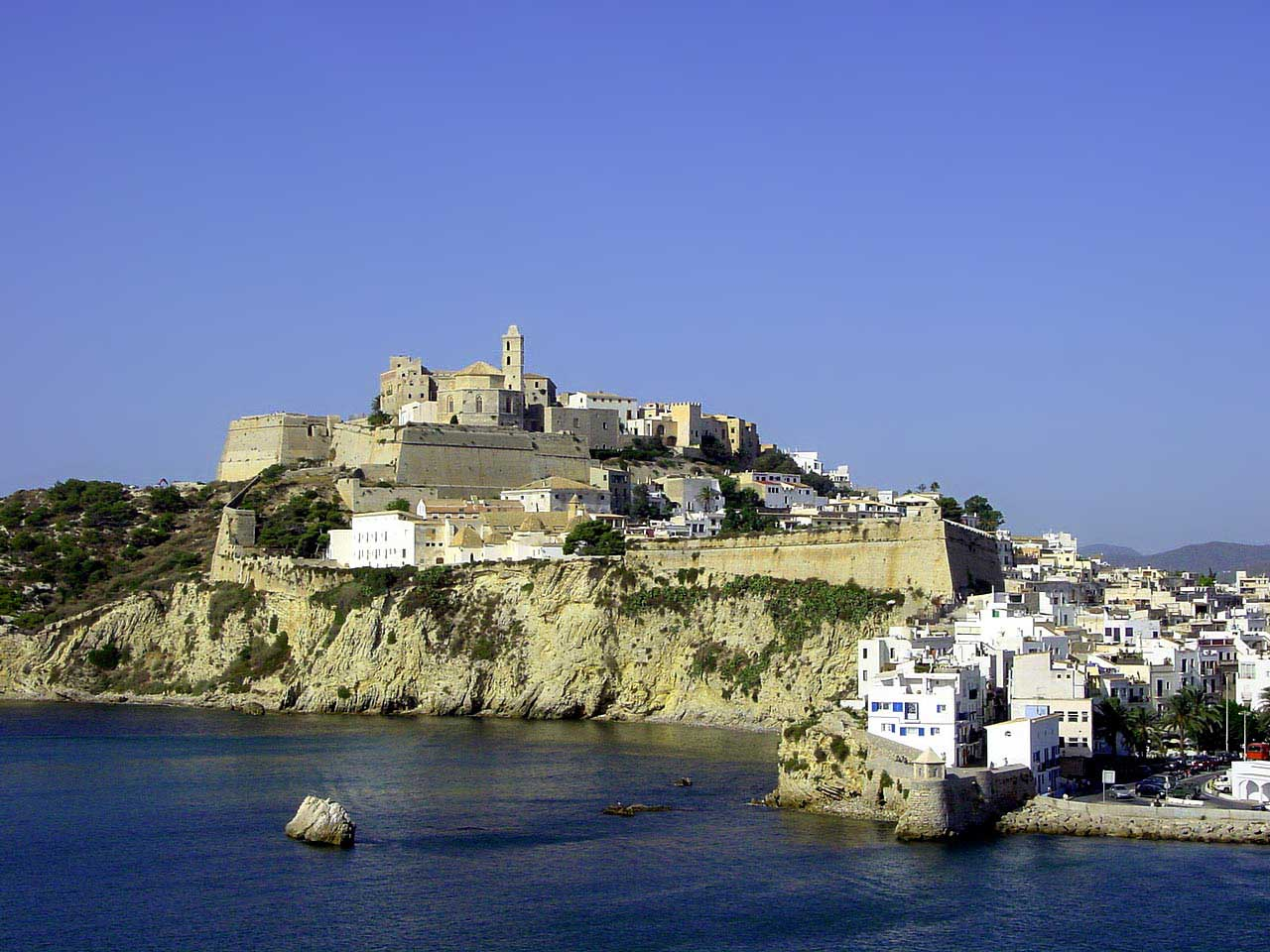
Eivissa óvárosa
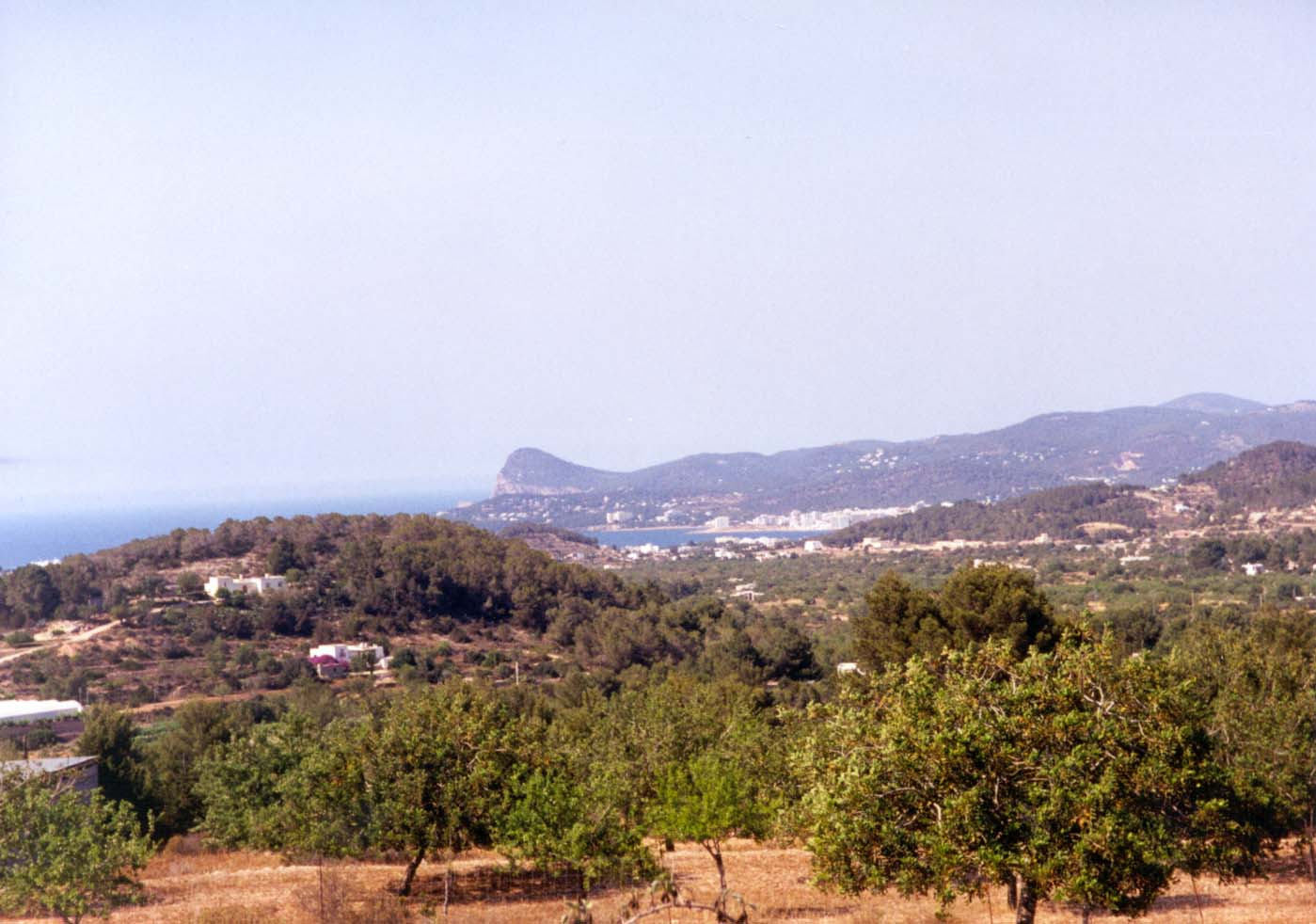
Sant Antoni de Portmany
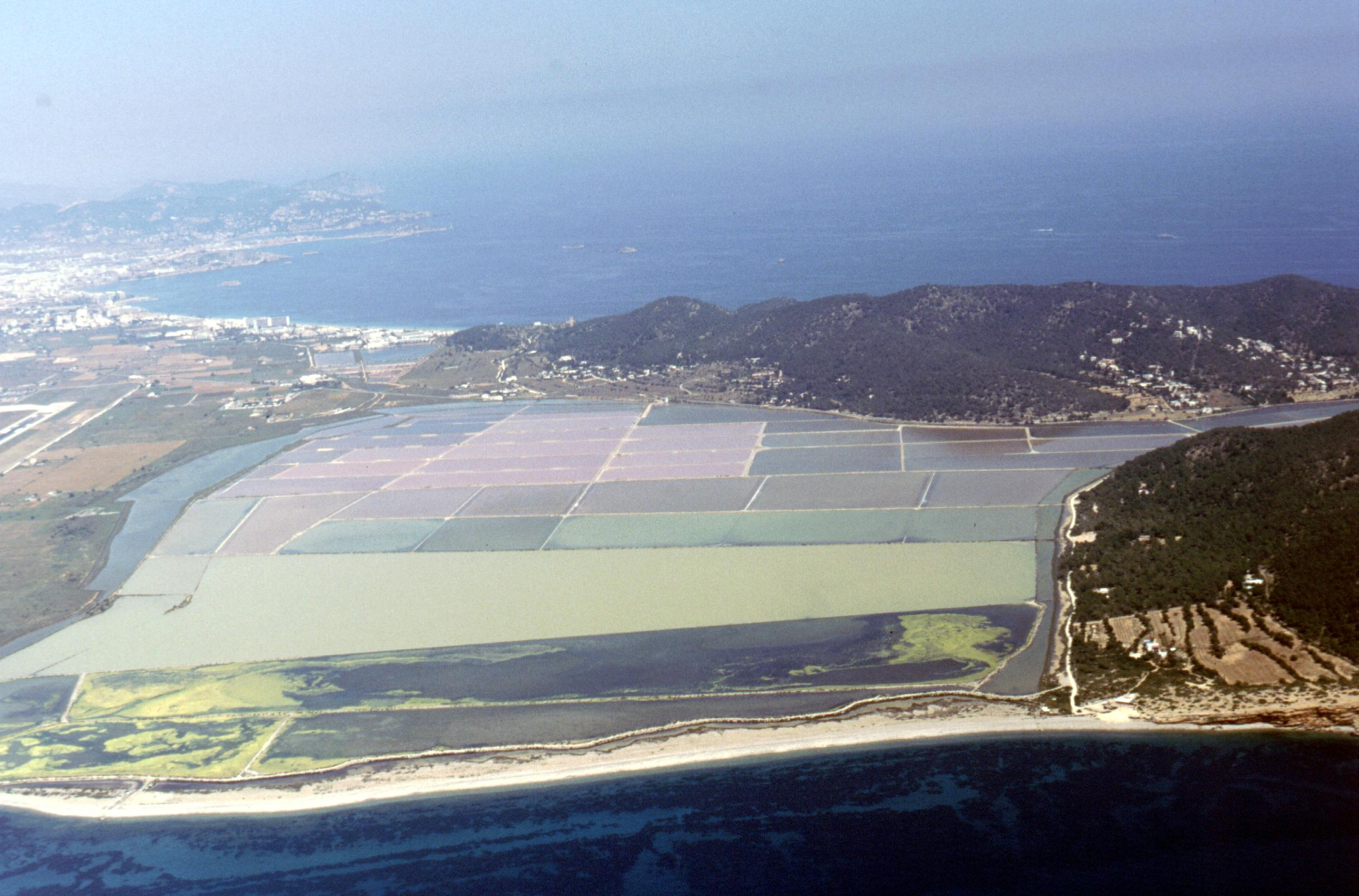
Ses Salines Természeti Park
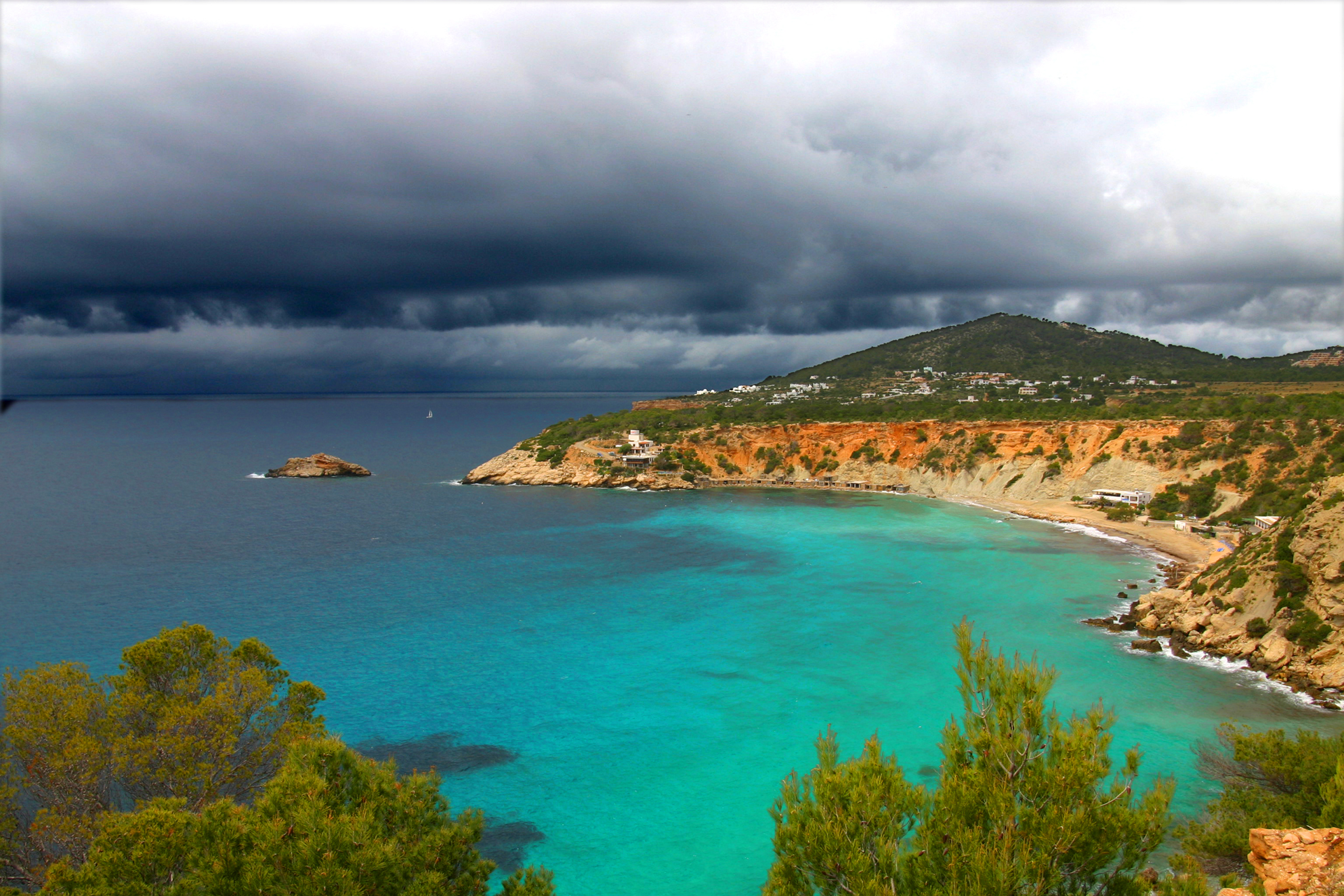
Vihar közeledik
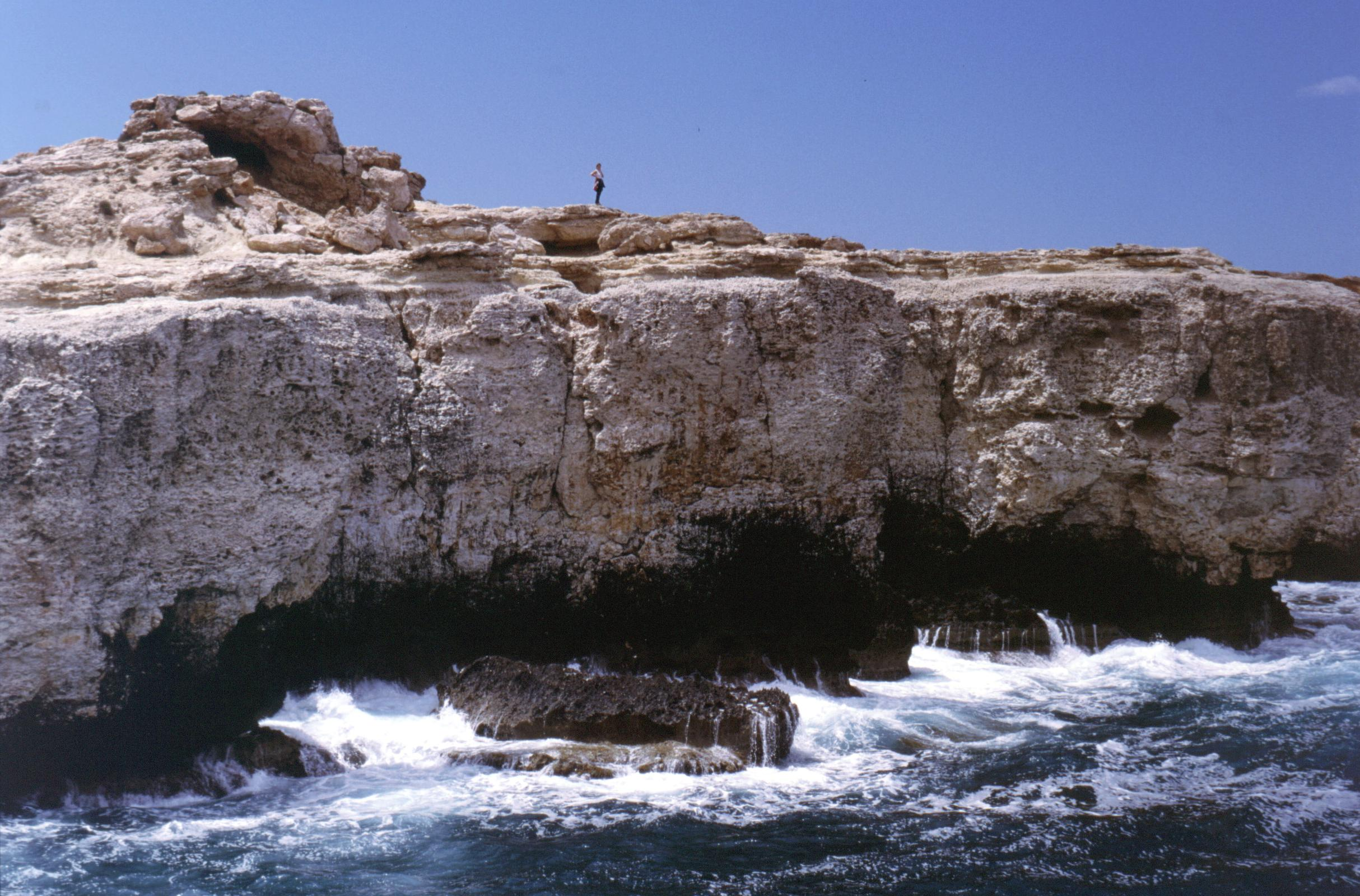
Costa de Portinatx
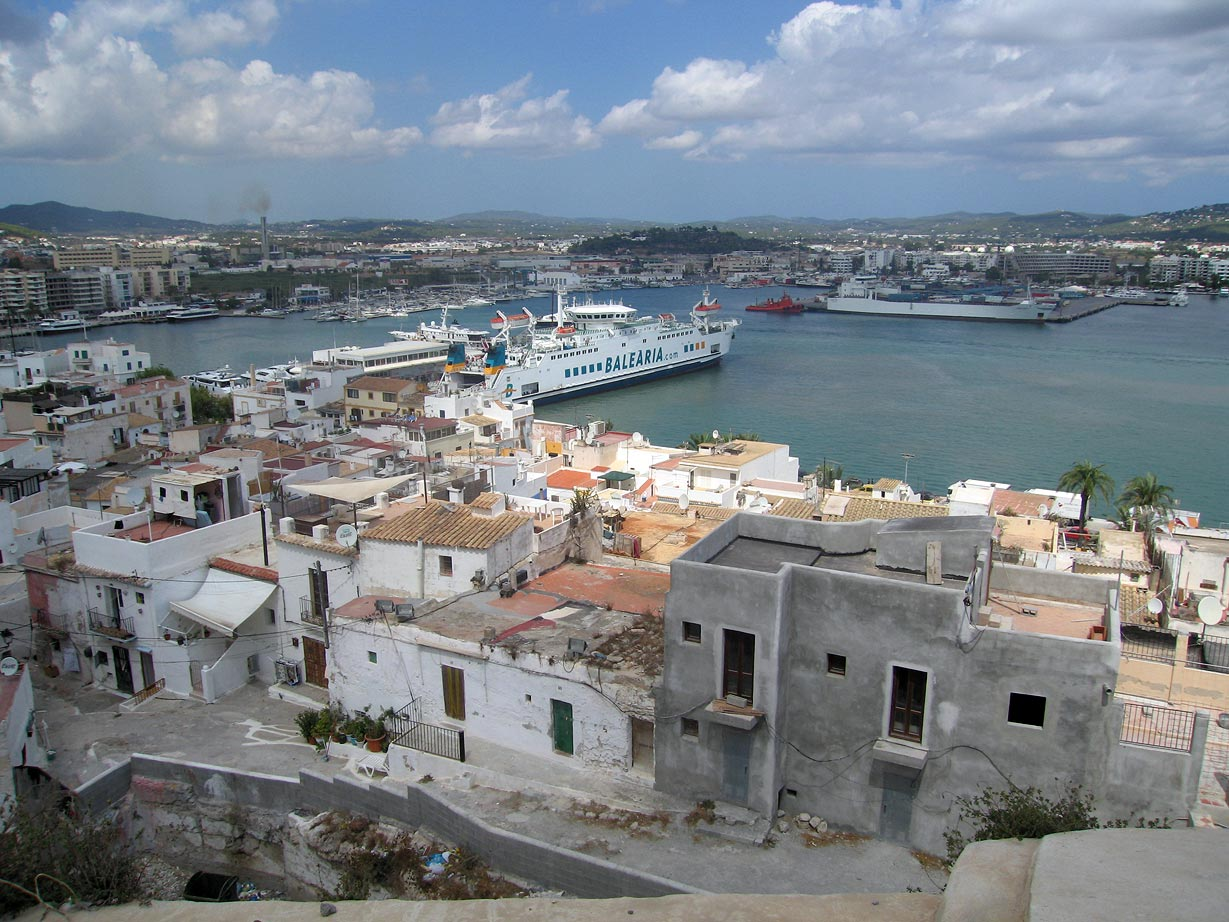
Eivissa kikötő

## Fordítás
- Ez a szócikk részben vagy egészben  az   Ibiza című német Wikipédia-szócikk fordításán alapul.  Az eredeti cikk szerkesztőit annak laptörténete sorolja fel. Ez a jelzés csupán a megfogalmazás eredetét és a szerzői jogokat jelzi, nem szolgál a cikkben szereplő információk forrásmegjelöléseként.